# Grandidiers Madagaskar-Buntbarsch
Grandidiers Madagaskar-Buntbarsch (Ptychochromis grandidieri) ist eine Buntbarschart, die in der Küstenregion des östlichen Madagaskar vorkommt. Das Artepitheton grandidieri ehrt Alfred Grandidier, einen französischen Naturforscher, der zwischen 1865 und 1870 als einer der ersten Forscher mehrmals Madagaskar besuchte, um die reichhaltige Fauna der Insel zu erkunden.

## Merkmale
Ptychochromis grandidieri erreicht eine maximale Standardlänge von 21,5 cm. Die Färbung von Grandidiers Madagaskar-Buntbarsch ist variabel, die Grundfärbung ist jedoch stets goldgelb oder grünlich. Der Rücken ist etwas dunkler als die Seiten, Bauch, Brust und Kehle sind oft silbrig. Auf der Mittellinie der Körperseiten befinden sich vier schwarze große Flecken, in seltenen Fällen ist ein fünfter Fleck vorhanden, der sich dann auf dem Schwanzstiel befindet. Die Wangen und die Kiemendeckel sind leuchtend golden. Die Schuppen der Körperseiten zeigen keine schillernden Flecken wie beim Sambirano-Buntbarsch (Ptychochromis oligacanthus). Auch Rücken- und Schwanzflosse sind ohne irisierende Flecken. Die Schnauze, die Augenregion und die Oberlippe sind dunkelgrau. Alle Flossen sind transparent oder grau, der Rand der Rückenflosse ist oft hellgelb oder weißlich. Bei den Populationen südlich des Mangoro sind die unpaaren Flossen mehr oder weniger orange oder rötlich gefärbt.
Der Rumpf ist seitlich abgeflacht und relativ hoch. Das Bauchprofil ist bei kleinen Exemplaren abgerundet, bei großen annähernd gerade. Das Schnauzenprofil ist normalerweise gerade, das Kopfprofil oberhalb der Augen bis zum Rückenflossenansatz mehr oder weniger stark gebogen. Der Schwanzstiel ist kurz und hoch, die Schwanzflosse leicht eingebuchtet. Die Bauchflossen sind lang und spitz zulaufend. Die Basen von Rücken- und Afterflosse sind unbeschuppt. Die Körperseiten sind mit relativ großen Kammschuppen bedeckt, deren ctenoide Merkmale aber wenig ausgeprägt sind. Die Schuppen auf Kopf, Nacken, Kiemendeckel, Brust, Bauch und Schwanzstiel in der Regel sind Rundschuppen. Von allen andern Ptychochromis-Arten unterscheidet sich Grandidiers Madagaskar-Buntbarsch neben der Färbung durch die kräftige, molariforme Bezahnung der unteren Pharyngealia, die schon bei jungen Exemplaren auftritt.
Morphometrie:
- Flossenformel: Dorsale XII–XIV/11–13, Anale III/8–9.
- Schuppenformel: 5–7/30–34.
- Kiemenrechen: 9–11.
- Wirbel: 27–28 (13 + 14, 14 + 13 o. 14 + 14).

## Lebensweise und Gefährdung
Ptychochromis grandidieri lebt entlang der Ostküste Madagaskars sowohl in Süßwasser führenden Küstenflüssen als auch in leicht salzigen Küstenlagunen und ist die einzige im Brackwasser vorkommende Ptychochromis-Art. Ins Landesinneren kommt sie maximal bis zu einer Entfernung von 100 km von der Küste vor, erreicht dabei aber auch Gewässer der submontanen Waldzone. Wie andere Ptychochromis-Arten ernährt sich Grandidiers Madagaskar-Buntbarsch von aquatischen Insekten und anderen Wirbellosen, von höheren Wasserpflanzen und von Algen. Die Fische sind Substratlaicher. Beide Elternteile beteiligen sich an der Brutpflege. Nach dem Schlupf, der nach 8 bis 10 Tagen erfolgt, werden die Jungfische relativ lange beschützt. Die Fortpflanzungszeit reicht von Oktober bis Dezember, wenn der Wasserstand relativ niedrig ist. Die IUCN stuft den Bestand der Art als gefährdet ein.